# Ocupación japonesa de Indochina
La Ocupación japonesa de Indochina, conocida en Japón como la Expedición de Vietnam (仏印進駐 , Futsu-in shinchū?), consistió en la entrada de tropas japonesas en la Indochina francesa en 1940 y luego en julio de 1941, con el objetivo de mantener el bloqueo de China durante la segunda guerra sino-japonesa. 
Los japoneses pensaban evitar de esta manera la entrada de suministros material bélico enviado clandestinamente por los Estados Unidos. La invasión de septiembre de 1940 solamente ocupó la región norteña de Tonkín, sin que el gobierno de la Francia de Vichy opusiera seria resistencia. En marzo de 1945 los japoneses expulsaron a los franceses de sus puestos de administración y tomaron el control total de la colonia, aunque por poco tiempo dado que en agosto se produjo la rendición de Japón a las Fuerzas aliadas.

## Antecedentes
Mientras el Ejército Imperial Japonés intentaba expulsar a las fuerzas del Ejército Nacional Revolucionario de China de la provincia de Guangxi, Francia firmó el armisticio del 22 de junio de 1940 con Alemania. Como consecuencia de esto, se estableció un gobierno colaboracionista conocido como la Francia de Vichy en el sur de Francia, pero la autoridad colonial de este país quedó afectada en todo el mundo. Indochina, una colonia francesa, quedó controlada por la Francia de Vichy, aunque desde su puerto Hai Phong se continuó llevando suministros a Yunnan, China, a través de una línea férrea. A pesar de los bombardeos japoneses al enlace ferroviario en China, la comunicación no quedó cortada, y los japoneses empezaron a plantearse otra alternativa menos costosa para aislar a la gran nación asiática definitivamente.
Aprovechando la debilidad francesa, Japón presionó al gobierno colonial francés para que cerrara el ferrocarril, y el 5 de septiembre se ordenó la organización del Ejército Expedicionario de Indochina, adjunto al Ejército Japonés del Sur de China, cuyo objetivo sería formar una guarnición japonesa en Indochina. Esta fuerza, mandada por el general de división Takuma Nishimura, recibiría apoyo de una flotilla naval, y de aviones que despegarían de portaaviones y de la isla Hainan.
El 22 de septiembre de 1940, Japón y Francia firmaron un acuerdo donde se permitía la presencia permanente de un máximo de seis mil soldados japoneses en Indochina, así como la presencia transitoria de más tropas, que elevaban el número máximo de soldados japoneses en Indochina en un determinado momento a veinticinco mil hombres. Japón tenía prohibido ingresar fuerzas terrestres adicionales, así como fuerzas navales y aéreas.

## Combates
Poco después, unidades de la 5.ª División japonesa se aproximaron a la frontera, acercándose a la estación de Lang Son desde tres distintos puntos. Inmediatamente se inició el combate con las tropas coloniales francesas allí estacionadas, que incluía a tropas de la Legión Extranjera, que duró hasta el 25 de septiembre de 1940, cuando Lang Son fue capturada. A pesar de esta derrota, las autoridades coloniales aún contaban con un número significativo de efectivos entre Lang Son y Hanói, con los que podían montar una defensa efectiva. Mientras tanto, el 23 de septiembre de 1940, el gobierno colonial de Indochina había protestado ante Tokio por la violación de los acuerdos.
El 24 de septiembre de 1940, los japoneses iniciaron una serie de incursiones aéreas sobre Hai Phong, y aunque los franceses continuaban intentando resolver el conflicto mediante la diplomacia, se dieron órdenes de evitar un desembarco japonés a toda costa. Estas medidas no evitaron que el 26 de septiembre de 1940, fuerzas japonesas desembarcaran al sur de Hai Phong, y avanzaran al norte. El primer desembarco fue seguido por un segundo, que contaba con tanques, además, se inició el bombardeo de Hai Phong. Para la tarde de ese mismo día, unas 4500 tropas japonesas y una docena de tanques se encontraban a las afueras de la ciudad. Esa misma noche, la ciudad fue tomada con facilidad.

## Ocupación

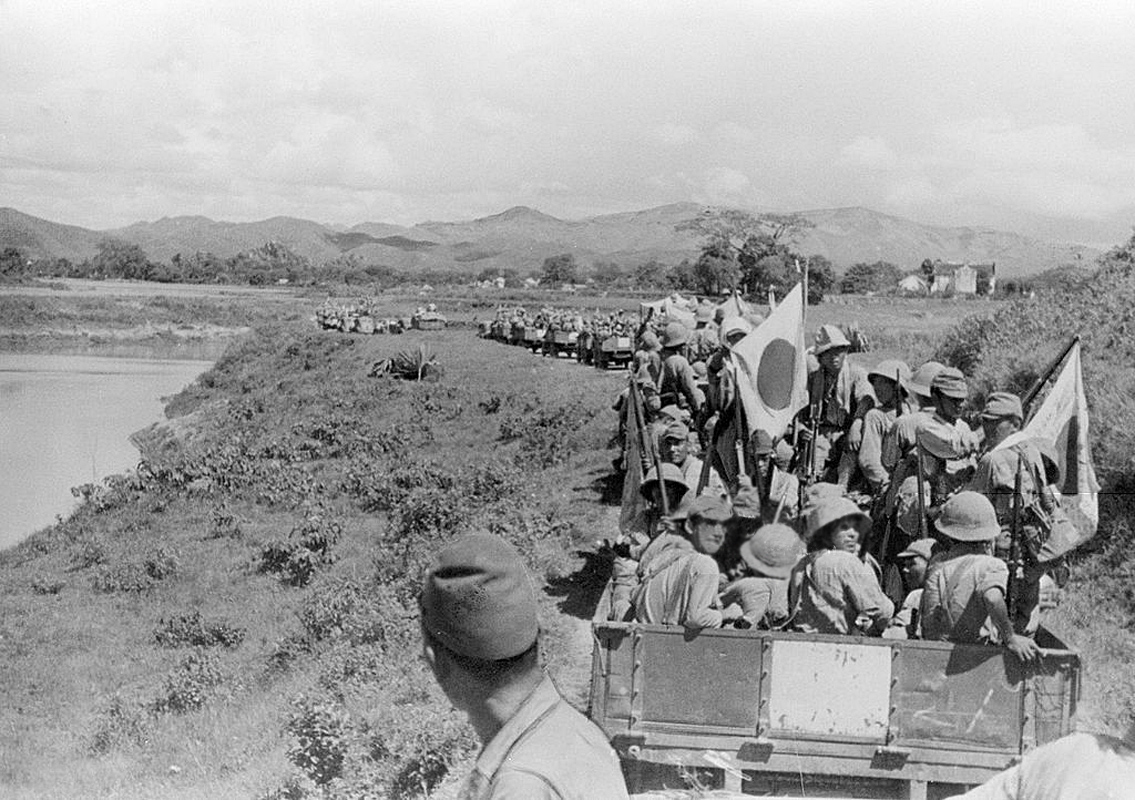
Soldados del Ejército Imperial Japonés avanzan hacia Lang Son, en septiembre de 1940, en la Indochina Francesa.

Subdivisiones de la Indochina francesa durante la Segunda Guerra Mundial y cesiones territoriales al Reino de Siam durante el mismo periodo.

Garantizada la ocupación de Tonkín, los japoneses estacionaron a novecientos soldados permanentemente en Hai Phong, y otros seiscientos en Hanói; de esta manera, cortaron una de las principales vías de suministros a China. Pero pronto quedó abierta la denominada carretera de Birmania, en la Birmania británica, que se convirtió en la nueva arteria vital para las fuerzas nacionalistas chinas.
Por esas fechas, el 27 de septiembre de 1940, Japón firmó una alianza militar y diplomática con la Alemania nazi e Italia (el llamado Pacto Tripartito).
A pesar de que el norte de Indochina (Tonkín) fue ocupado, las autoridades coloniales francesas continuaron administrando la región e inicialmente la ocupación japonesa se limitó al ámbito puramente militar. A finales de 1940, el Reino de Siam (Tailandia) emprendió una guerra contra la Indochina francesa a causa de los conflictos territoriales que tenía con ella. Aunque el ejército tailandés sufrió serios reveses, los franceses fueron derrotados en tierra. Japón medió para que se alcanzase rápidamente un acuerdo de paz entre ambas naciones, con el fin de estabilizar su recién adquirida área de influencia.
El 12 de julio de 1941, Japón exigió más concesiones a los franceses: esta vez solicitó ocho bases aéreas y dos navales en el sur de la Indochina, y libertad de movimiento de tropas. Los franceses recurrieron al Reino Unido y los Estados Unidos por ayuda militar pero, aunque estos les recomendaron no ceder a las exigencias niponas, no enviaron socorros. El 29 de julio concluyeron las negociaciones y los japoneses obtuvieron más de lo que al principio habían pedido. Estas negociaciones fueron una formalidad, ya que desde el día anterior tropas niponas habían estado llegando a Saigón. Poco tiempo después, unos cincuenta mil soldados japoneses ya se encontraban desplegados en el sur de Indochina.
La respuesta de las naciones anglosajonas a esta victoria japonesa no se hizo esperar, ya que el 26 de julio de 1941 el presidente estadounidense Franklin Roosevelt ordenó que se congelasen todos los fondos e inversiones japoneses en los Estados Unidos. Ese mismo día, el Reino Unido y las naciones de la Mancomunidad Británica interrumpieron el comercio con Japón. Dos días después, los Países Bajos también interrumpieron las relaciones comerciales, lo que significó que el petróleo de las Indias Orientales Neerlandesas dejaría de llegar a Japón. Sin recursos petrolíferos suficientes para abastecer su creciente industria, Japón pronto enfrentó la amenaza de quedarse sin recursos estratégicos en medio de una guerra. Este fue el principal motivo para el ataque a Pearl Harbor, ya que los japoneses juzgaron, probablemente de manera errónea, que la invasión de las Indias Orientales Neerlandesas precipitaría la declaración de guerra estadounidense.